# Hugh Massingberd
Hugh John Massingberd (30 de dezembro de 1946 - 25 de dezembro de 2007), originalmente Hugh John Montgomery e conhecido de 1963 a 1992 como Hugh Montgomery-Massingberd, foi um jornalista e genealogista inglês.
Às vezes chamado de pai do obituário moderno, Massingberd foi mais conhecido por seu trabalho como editor de obituários do The Daily Telegraph de Londres de 1986 a 1994, período em que alterou drasticamente o estilo do obituário britânico moderno a partir de um recital seco de dados biográficos a uma narrativa muitas vezes astuta, espirituosa e ainda inexpressiva sobre a vida da pessoa falecida.